# Последњи метро
Последњи метро (фр. Le Dernier Métro) је француски историјски драмски филм из 1980. године, режисера и сценаристе Франсоа Трифоа, у коме главне улоге тумаче Катрин Денев, Жерар Депардје и Жан Поаре.
Смештен 1942. године, за време немачке окупације Француске, филм прати судбину малог позоришта у области Монмартр у Паризу које пружа пасиван отпор одржавајући свој културни интегритет, упркос цензури, антисемитизму и материјалној несташици, да би изашло као тријумфално на крају рата. Наслов евоцира две значајне чињенице градског живота под Немцима: несташица горива је навела људе да вечери проводе у позориштима и другим местима за забаву, али је полицијски час значио да морају да стигну на последњи метро воз кући.
Године 1981. филм је освојио 10 награда Сезар: за најбољи филм, најбољег глумца (Депардје), најбољу глумицу (Денев), најбољу кинематографију, најбољу режију (Трифо), најбољу монтажу, најбољу музику, најбољу сценографију, најбољи звук и најбољи сценарио. Био је номинован у категорији за најбољи страни филм на Оскарима и Златним глобусима.
Последњи метро је био један од најуспешнијих Трифоових филмова, са зарадом од 3.007.436 долара у Сједињеним Државама; ово је важило и у Француској, где је продао 3.384.045 карата, што га чини једним од његових најуспешнијих филмова у његовој родној земљи.

## Радња
На путу да започне пробе у Театру Монмартр, где је ангажован као главни глумац у новој представи, младог Бернара Гранжера више пута одбија жена са којом покушава да флертује на улици. Када стигне у позориште, испоставља се да је она сценографкиња Арлет, лезбејка. Он упознаје бившу старлету Марион, која је и власница позоришта и главна глумица. Њен муж Јевреј, Лука, директор је позоришта, за кога се верује да је напустио Париз, али он у ствари живи у подруму позоришта, одакле га Марион пушта сваке вечери док му доставља храну и материјале за будуће продукције. Њихове вечери проводе у празном позоришту водећи љубав и разговарајући о тренутној продукцији заједно са плановима да Лука побегне из земље. Марион је одмах очарана Бернаром, кога Лука зна само са слика и онога што може да чује кроз отвор за грејање. Иако нико у позоришту то не зна, Бернар је члан покрета отпора и испоручује бомбу која убија немачког адмирала.
Премијера представе доживљава успех пред пуном салом, али једна од новинских рецензија следећег јутра је жестоко негативна, осуђујући представу као јеврејску. Писац Даксија, антисемита, нада се да ће збацити Марион и преузети њено позориште. Док глумци и екипа прослављају свој успех у ноћном клубу, Даксија је игром случаја такође тамо. Бернар, бесан што је он увредио нејеврејску Марион, избацује га на улицу и гура около. Бесна што је Бернар угрозио њено позориште, Марион одбија сваки контакт са њим ван сцене. Једне ноћи, претварајући се да су надзорници за ваздушне нападе, два човека из Гестапоа почињу да претражују позориште, а Бернар се обраћа Марион у очајању за хитном помоћи у сакривању Луке и његових ствари. Када Гестапо ухапси Бернаровог контакта из отпора непосредно пре него што су планирали да се састану у цркви, он одлучује да посвети свој живот ослобођењу и одустане од глуме. Док чисти своју малу свлачионицу, Марион улази да се поздрави и њих двоје почињу да воде љубав на поду.
После рата, Бернар се враћа као главни глумац у новој представи коју је ослобођени Лука написао док се крио. У њој му главна женска улога коју глуми Марион нуди да дели њен живот, али он тврди да је никада није волео. На крају премијерне вечери, Бернар, Марион и Лука стоје руку под руку и добијају аплауз.

## Улоге
| Глумац         | Улога          |
| -------------- | -------------- |
| Катрин Денев   | Марион Стајнер |
| Жерар Депардје | Бернар Гранжер |
| Жан Поаре      | Жан-Луп Котинс |
| Хајнц Бенет    | Лука Стајнер   |
| Андреа Фереол  | Арлет Гијом    |
| Полет Дибо     | Жермен Фабр    |
| Сабин Ходпен   | Надин Марсак   |
| Жан-Луј Ришар  | Даксија        |
| Морис Риш      | Ремон Бурсије  |

## Продукција
Трифо је дуго желео да направи филм смештен током периода окупације Француске, пошто су и његов ујак и деда били део француског покрета отпора и једном су били ухваћени док су преносили поруке. Овај догађај је на рекреиран у филму. Трифо је био инспирисан аутобиографијом глумца Жана Мареа, заснивајући филм на овом и другим документима позоришних људи из времена окупације.
Овај филм је био један део – који се бавио позориштем – трилогије о свету забаве коју је замислио Трифо. Наставак који се бавио филмским светом био је Америчка ноћ (1973) који је освојио Оскара за најбољи филм на страном језику. Трифо је завршио сценарио за трећи део, Магична агенција, који би се бавио светом мјузикхола. Касних 1970-их био је близу почетка снимања, али неуспех његовог филма Зелена соба га је приморао да потражи комерцијалнији пројекат и снимио је Љубав у бекству уместо тога.
Трифо је започео кастинг у септембру 1979. и написао је улогу Марион посебно имајући на уму Катрин Денев, због њене енергије. Жерар Депардје у почетку није желео да учествује у филму, јер му се није допао Трифоов редитељски стил, али је касније био убеђен да треба да прихвати улогу.
Већина снимања одвијала се у напуштеној фабрици чоколаде у Клишију, која је претворена у студио. Током снимања, Катрин Денев је доживела угануће скочног зглоба због пада, због чега је морала да сними своје сцене у кратком року. Сценаристкиња Сузан Шифман такође је хоспитализована са озбиљном опструкцијом црева. Снимање филма трајало је педесет девет дана и завршено је 21. априла 1980. године.

## Теме
Тема која се понавља у Трифоовим филмовима је повезивање снимања филмова и гледања филмова. Последњи метро је у том погледу самосвестан. У почетку филм комбинује документарне снимке са рекреацијом из тог временског периода уз снимке савремених филмских плаката.
Трифо је прокоментарисао: „Овај филм се не бави само антисемитизмом, већ нетолеранцијом уопште”, а толеранција је приказана кроз ликове Жана Поареа који игра хомосексуалног редитеља и Андрее Фереол која глуми лезбејску дизајнерку.
Као и у ранијим Трифоовим филмовима Жил и Џим и Две Енглескиње и континент, постоји љубавни троугао између троје главних ликова: Марион Стајнер (Денев), њеног супруга Луке (Хајнц Бенент) и Бернара Гранжера (Депардје), глумца у најновијој позоришној продукцији.

## Пријем
Филм је у Француској забележио продају 3.384.045 карата.

## Признања

### Награде
- Награде Бостонског друштва филмских критичара (САД)
  - Најбољи филм на страном језику
- Награде Сезар (Француска)
  - Најбољи филм
  - Најбољи режисер (Франсоа Трифо)
  - Најбољи глумац (Жерар Депардје)
  - Најбоља глумица (Катрин Денев)
  - Најбољи сценарио (Сузан Шифман и Франсоа Трифо)
  - Најбоља кинематографија (Нестор Алмендрос)
  - Најбоља монтажа (Мартин Бараке)
  - Најбоља музика (Жорж Делеру)
  - Најбоља сценографија (Жан-Пјер Кохут-Свелко)
  - Најбољи звук (Мишел Лоран)
- Награде Давид ди Донатело (Италија)
  - Најбоља страна глумица (Катрин Денев)

### Номинације
- Оскар (САД)
  - Најбољи филм на страном језику
- Национални одбор за рецензију филмова (САД)
  - Најбољи филм на страном језику[20]
- Награде Сезар (Француска)
  - Најбољи споредни глумац (Хајнц Бенет)
  - Најбоља споредна глумица (Андреа Фереол)
- Награде Златни глобус (САД)
  - Најбољи филм на страном језику